# Petrified Forest National Monument
Petrified Forest National Monument to nieistniejący obecnie pomnik narodowy w Stanach Zjednoczonych, w stanie Arizona.
Pomnik został ustanowiony decyzją prezydenta Theodore'a Roosevelta 8 grudnia 1906 roku. Później jego granice były kilkakrotnie zmieniane. Kongres Stanów Zjednoczonych decyzją z 28 marca 1958 roku utworzył na tym miejscu istniejący obecnie Park Narodowy Skamieniałego Lasu.